# Kasper Hämäläinen
Kasper Woldemar Hämäläinen (Turku, Finlandia, 8 de agosto de 1986) es un futbolista finlandés que juega de centrocampista en el TPS Turku de la Ykkönen.

## Selección nacional
Ha sido internacional con la selección de fútbol de Finlandia; donde hasta ahora, ha jugado 63 partidos internacionales y ha anotado 9 goles por dicho seleccionado. También se desempeñó en las selecciones menores de su país, donde jugó 19 partidos entre las selecciones sub-17 y sub-20.

## Clubes
| Club              | País            | Año       |
| ----------------- | --------------- | --------- |
| TPS Turku         | Finlandia       | 2003-2009 |
| Djurgårdens IF    | Suecia          | 2010-2013 |
| Lech Poznań       | Polonia         | 2013-2016 |
| Legia de Varsovia | Polonia         | 2016-2019 |
| F. K. Jablonec    | República Checa | 2019-2021 |
| TPS Turku         | Finlandia       | 2021-     |

## Palmarés

### Títulos nacionales
| Título               | Club              | País    | Año     |
| -------------------- | ----------------- | ------- | ------- |
| Ekstraklasa          | Lech Poznań       | Polonia | 2014-15 |
| Supercopa de Polonia | Lech Poznań       | Polonia | 2015    |
| Copa de Polonia      | Legia de Varsovia | Polonia | 2015-16 |
| Ekstraklasa          | Legia de Varsovia | Polonia | 2015-16 |
| Ekstraklasa          | Legia de Varsovia | Polonia | 2016-17 |
| Copa de Polonia      | Legia de Varsovia | Polonia | 2017-18 |
| Ekstraklasa          | Legia de Varsovia | Polonia | 2017-18 |